# Begraafplaats Graafseweg

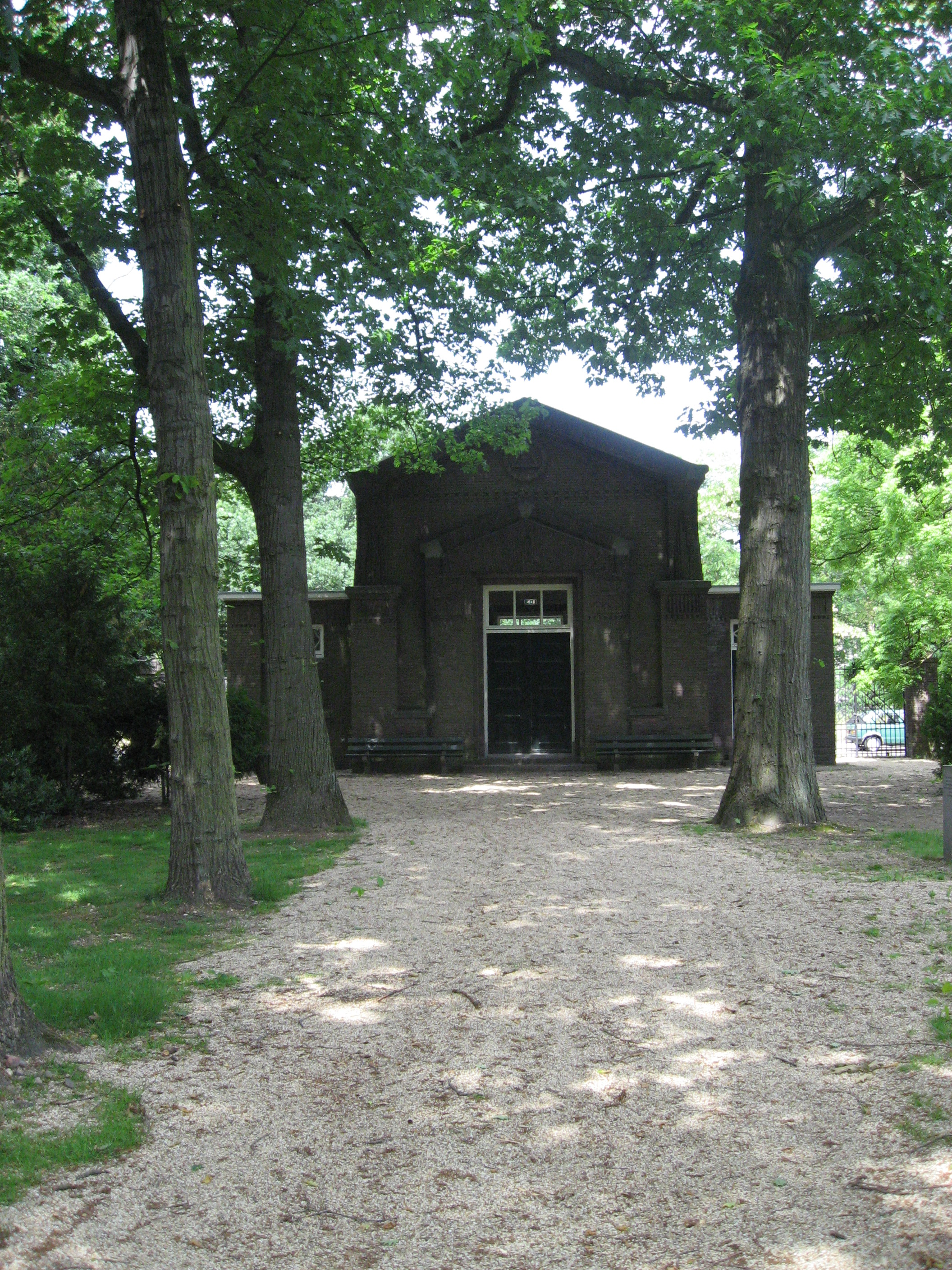
De aula van architect J.J. Weve

De Begraafplaats Graafseweg is een algemene begraafplaats in Nijmegen. De begraafplaats werd in 1881 aangelegd ter vervanging van de drie bestaande kerkhoven in de buitenwijken Hatert, Hees en Neerbosch. 
De begraafplaats ligt tussen de Hatertseveldweg en de Graafseweg in de wijk Heseveld. De hoofdingang ligt aan de Graafseweg 419.

## Geschiedenis
De in expressionistische stijl ontworpen aula van de begraafplaats, is bij de uitbreiding in 1920-1921 ontworpen door de Nijmeegse stadsarchitect J.J. Weve. De hekwerken rondom de begraafplaats zijn ook van zijn hand. 
Aan de zijde van de Graafseweg staat een monument voor de slachtoffers van het bombardement op de Nijmeegse binnenstad van 22 februari 1944.